# 王老菊
王老菊（1991年3月22日—），本名施皆男，男，上海人，中国大陆网路播客，游戏娱乐解说人。居住在上海浦东新区。

## 生平
王老菊于2013年开始，于B站以ID“怕上火暴王老菊”投稿游戏解说视频而渐渐走红。主要成名于2013年7月22日发布的“王老菊教你征服宇宙”bilibili视频 （页面存档备份，存于） ，据称此ID来自于曾经喝凉茶闹肚子的经历。其游戏解说并无特别固定的游戏类型，多游走于Steam等平台贩售的小游戏，偶尔也有主机平台上的大作；其选择的游戏风格迥异，而其解说视频语言夸张，也赢得了大量粉丝，2017年5月13日，王老菊宣布与交往已久的“免免”订婚。

## 事件
因为在解说视频中经常使用“然而并没有什么卵用”导致该句在在社交网络上广泛传播，后来被《暴走大事件》里的张全蛋采用，并让这句话迅速走红。
王老菊还参演了世嘉制作的日本黑帮题材游戏《如龙6 命之诗》面向香港地区的广告宣传片。
在Bilibili向美国证券交易委员会（SEC）递交的招股书中，王老菊被列举为「内容贡献者」（Content Creators）。